# Nostra Signora de La Salette (titolo cardinalizio)
Nostra Signora de La Salette (in latino: Titulus Dominae Nostrae a La Salette in Monte Viridi) è un titolo cardinalizio istituito da papa Paolo VI nel 1969. Il titolo insiste sulla chiesa di Nostra Signora de La Salette, la quale è sede parrocchiale dal 18 giugno 1957.
Dal 21 febbraio 1998 il titolare è il cardinale Polycarp Pengo, arcivescovo emerito di Dar-es-Salaam.

## Titolari
- Alfredo Vicente Scherer (28 aprile 1969 - 8 marzo 1996 deceduto)
- Polycarp Pengo, dal 21 febbraio 1998